# Conus chiangi
Conus chiangi е вид охлюв от семейство Conidae. Видът не е застрашен от изчезване.

## Разпространение и местообитание
Разпространен е в Нова Каледония, Провинции в КНР, Тайван, Филипини и Япония (Кюшу и Шикоку).
Среща се на дълбочина от 200 до 276 m, при температура на водата от 16,8 до 19,8 °C и соленост 35,5 – 35,7 ‰.